# Школа механіків ВМС Аргентини
Вища школа механіків Військово-морського флоту (ісп. Escuela Superior de Mecánica de la Armada, скорочено ESMA) пройшла через три основні трансформації упродовж своєї історії. Спочатку ESMA була навчальним закладом ВМС Аргентини. Початково ESMA був комплексом, розташованим за адресою 8151 Libertador Avenue, в автономному місті Буенос-Айрес, у районі Нуньєс. Крім того, він був місцем розташування UT3.3.2—Unidad de Tareas (Оперативна група) 2 GT3.3.
ESMA діяла як незаконний таємний центр ув'язнення для противників військової диктатури 1976—1983 років, яких описували як «підривників» під час того, що було описано як Брудна війна. Військові забирали немовлят, народжених матерями, ув'язненими там, приховували їхню справжню особу і дозволяли їх незаконно усиновити сім'ям військових і поплічникам режиму. Unidad de Tareas (оперативна група) відповідальна за тисячі випадків насильницького зникнення, тортур і вбивств протягом цього часу. ESMA була найбільшим ізолятором у своєму роді під час Брудної війни.
Будівлю ESMA було перетворено на меморіальний комплекс, щоб показати та вшанувати тих, хто «зник безвісти» під час Брудної війни в Аргентині. 5 серпня 2004 року Національний конгрес прийняв закон, згідно з яким комплекс ESMA перетворився на музей, простір пам'яті та просування та захисту прав людини (ісп. Espacio para la Memoria y para la Promoción y Defensa de los Derechos Humanos). 10 червня 2014 року в кампусі ESMA було урочисто відкрито Музей Мальвінських островів (ісп. Museo Malvinas), що присвячений островам, за які сперечаються та воюють Велика Британія (називаючи їх Фолклендськими) та Аргентина.
У 2023 році ESMA було занесено до списку Світової спадщини ЮНЕСКО під назвою «Музей і місце пам'яті ESMA — колишній таємний центр ув'язнення, тортур і знищення».

## Історія

### Законний період функціонування

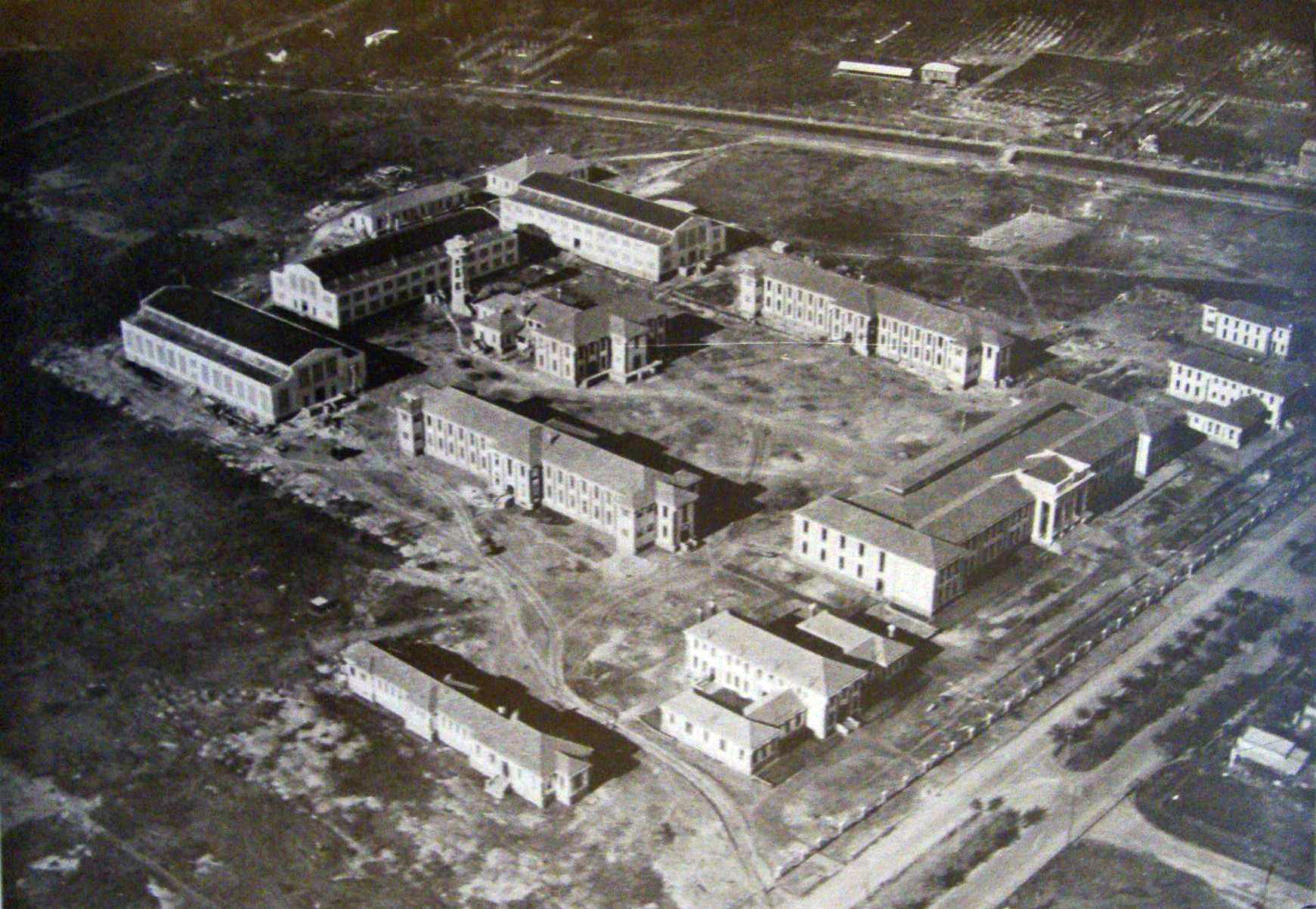
Будівництво (1928)

Згідно з вебсайтом ESSA, у 1897 році Школа учнів механіків військово-морського флоту (ісп. Escuela de Aprendices Mecánicos de la Armada) була заснована в приміщеннях, які зараз є Історичним музеєм флоту у Тігре, у провінції Буенос-Айрес. 1900 року Школа переїхала до військово-морських майстерень у Дарсена-Норте; у 1902 році вона стала Школою учнів механіків і кочегарів (ісп. Escuela de Aprendices Mecánicos y Foguistas). Через два роки її перейменували на Школу механіків флоту (ісп. Escuela de Mecánicos de la Armada), а в 1911 році — на Школу механіки військово-морського флоту (ісп. Escuela de Mecánica de la Armada). 1928 року вона переїхала до свого пізніше сумнозвісного приміщення, яке спроєктував архітектор Рауль Х. Альварес, на вулиці Бланденгуес (нині Авеніда дель Лібертадор), між Арройо Медрано та продовженням вулиці Дееса.
Інші джерела говорять, що Школа була заснована в 1924 році на землі, яку того року надав Міністерству військово-морського флоту муніципалітет Буенос-Айреса згідно з указом того ж року за президентства Марсело Торкуато де Альвеара. За умовами указу вона мала повернутися до міста, якщо переставала бути військовим навчальним закладом. На земельній ділянці були побудовані школа механіків, військово-морська школа, офіцерська їдальня.
Щороку близько 10 000 молодих людей записувалися на навчання звичайними студентами, із яких близько половини були прийняті та отримували стипендії на курси навчання, такі як електроніка, аеронавтика, менеджмент, морська інженерія (ісп. mecánico naval), радіооперація, метеорологія та океанографія. Студенти жили в комплексі з понеділка по п'ятницю, займаючись по 8-10 годин на день. Ступені можна було отримати протягом трьох років навчання, при цьому студенти отримували ступінь технічного спеціаліста («технік»), з можливістю продовження або військовослужбовцями ВМС, професійними військовими, або сержантами військово-повітряних сил, або працювати в іншому місці в державному або приватному секторі.
Головний вхід відкривається до центрального павільйону, де розташовувалися керівні органи. Крите внутрішнє подвір'я використовували для показу фільмів студентам. Ліворуч від цього будинку було житло старшини, а далі й окремо офіцерське житло, де під час військової диктатури 1976—1983 рр. діяв таємний ізолятор. Праворуч від центрального павільйону були контрольно-пропускний пункт, будівля військової варти та військово-морська школа (ісп. Escuela de Guerra Naval).
Позаду, в тилу, були спальні, а навпроти Авеніда Лугонес — спортивний майданчик закладу. По периметру школи були контрольно-пропускні пункти, які учні обслуговували позмінно, щонайменше один тиждень на рік для кожного учня.
У 1982 році 230 студентів останнього курсу ESMA були призвані для участі у Фолклендській (Мальвінській) війні; деякі з них загинули під час затоплення ARA General Belgrano та нападу на ARA Sobral.
У 1998 році президент Карлос Менем наказав перенести Школу на базу Пуерто-Бельграно та використовувати старий кампус як музей. Як навчальний заклад Школа механіків Військово-морського флоту у 2001 році була перейменована на Флотську школу старшин (ісп. Escuela de Suboficiales de la Armada (ESSA), а у 2005 році переїхала на військово-морську базу Пуерто-Бельграно за 28 км від міста Баїя-Бланка, об'єднавши школи сержантського складу морської піхоти Аргентини та військово-морської авіації Аргентини в один навчальний заклад. На сьогодні це єдина школа сержантського складу ВМС Аргентини

### Використання під час Брудної війни
Майже 5000 людей були викрадені та утримувані в кампусі ESMA під час його активного використання у Брудній війні у 1976—1983 роках; всі, крім 150, були вбиті під час або після допитів і тортур. Коли оголошувалося про «переведення» в'язнів, люди зрозуміли, що їх стратять. В'язнів відводили до підвалу, вводили заспокійливі, а потім убивали, одних стріляли, інших відправляли у польоти смерті: їх перевозили над Атлантичним океаном або Ріо-де-ла-Плата і виштовхували з літака.

#### Ізолятор позасудового ув'язнення
ESMA використовувався як центр ув'язнення з самого початку диктатури 1976 року: 24 березня, в день державного перевороту, туди було доставлено кількох людей, викрадених військовиками.

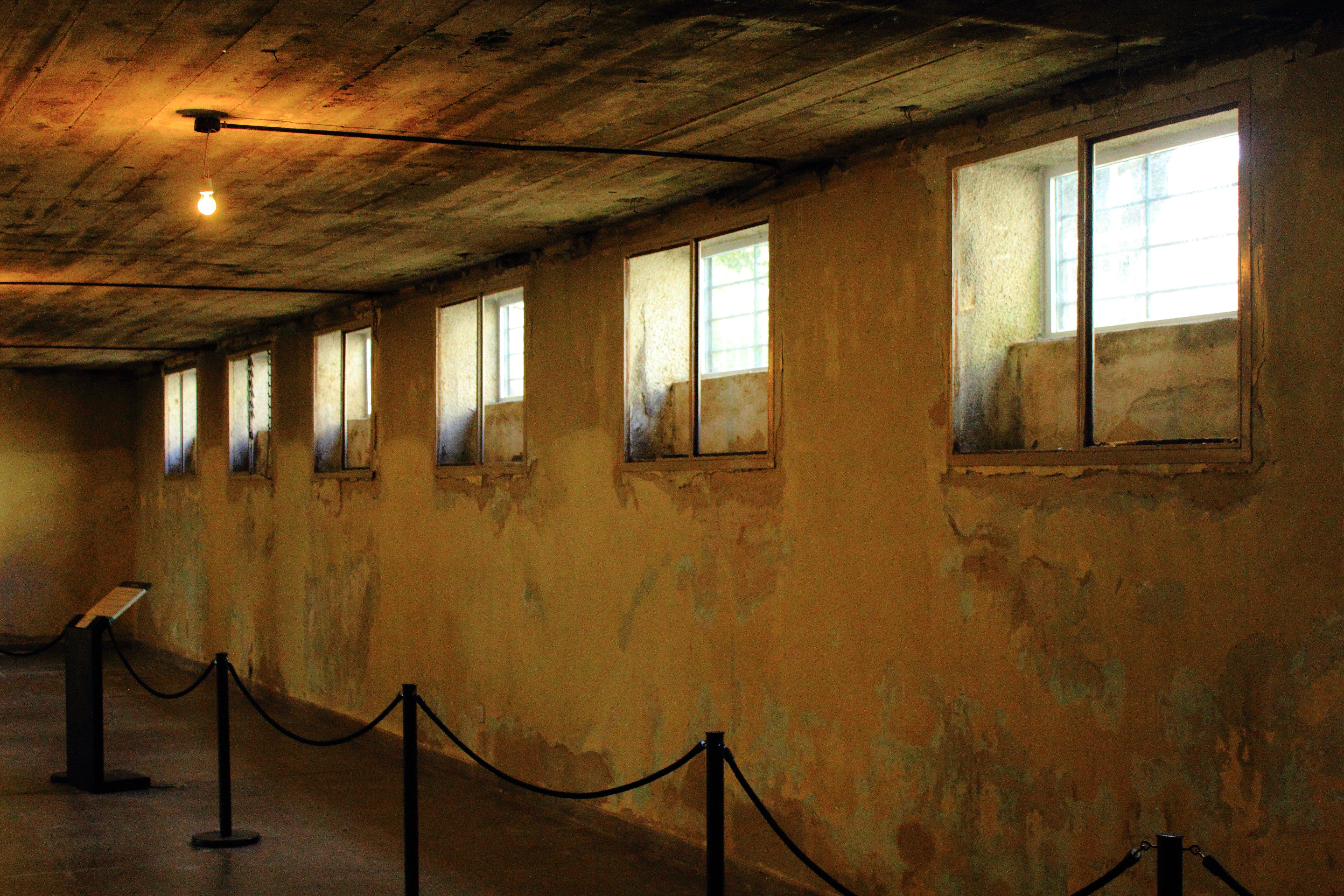
Підвал, де тримали затриманих

Оперативний підрозділ 3.2.2 очолювали контр-адмірал Рубен Хасінто Чаморро та капітан Карлос Акоста Амбоне. Хорхе Вілдоса був ідентифікований тими, хто вижив, як другий керівник ESMA. Серед співробітників оперативного підрозділу були Хорхе Едуардо Акоста, Альфредо Астис, Рікардо Кавальйо та Адольфо Скілінго, які стали сумно відомими як мучителі. Астіс був знаний як «Білявий ангел смерті». Його капеланом протягом 1977 року був отець Альберто Анхель Санкетта. Він відповідав за власне місто Буенос-Айрес і північну частину столичного передмістя (Великий Буенос-Айрес). Офіцерам було надано суворий наказ не розкривати свою особу чи військову приналежність під час захоплення бранців.
Між 1976 і 1978 роками група остаточно перебувала під управлінням головнокомандувача ВМС Еміліо Едуардо Массера. Повідомляється, що Массера був присутній під час створення підрозділу, виступив зі вступною промовою перед офіцерами й особисто брав участь у перших незаконних затриманнях.

#### Будова ESMA

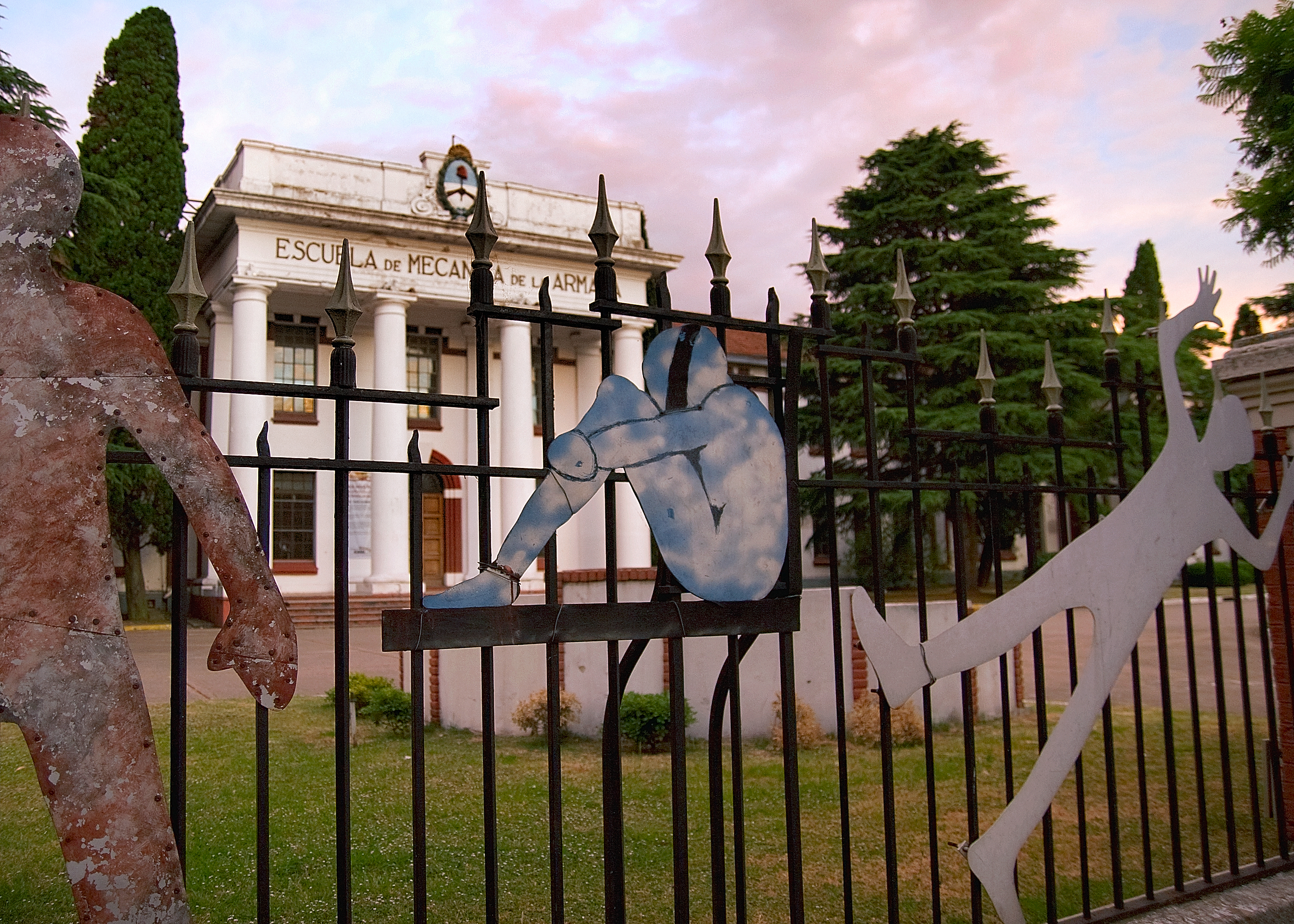
Художнє зображення жертв ESMA

Після викрадення в'язні дуже рідко поверталися додому, залишаючи близьких у сумнівах, чи побачать вони колись знову своїх рідних чи друзів. На початку Брудної війни аргентинці, які проживали в Буенос-Айресі, не знали, що будівлю, де колись була школа, було перетворено на центр покарання за «підривну діяльність». З того моменту як в'язні прибували на «перевиховання», їхні основні права людини ігнорувалися. Їх доставляли на певні поверхи залежно від статусу покарання, намагаючись дегуманізувати жертв. У підвалі були кімнати для допитів і кімната, призначена для фотографування та зберігання фотографій кожного з в'язнів. Ці фотографії дозволили зафіксувати жертв, точне число яких на сьогодні складає більше п'яти тисяч людей, які померли через поводження в цьому таборі. Перший поверх був організований як операційна кімната для катів, щоб планувати, виконувати та продовжувати свої зусилля з катування в'язнів. Другий і третій поверхи були належним чином умебльовані та збережені, оскільки це були поверхи, де жили та спали офіцери. Ці офіцери займалися тортурами дисидентів, двадцять чотири години сім днів на тиждень тримаючи у страху жертв, які ніколи не знали, коли станеться наступний удар. Також на третьому поверсі та на четвертому була зона, знана як «капуча», або капюшон. Тут утримували ув'язнених, це було місце, де умови цілеспрямовано зберігалися темними та безнадійними.

#### Склад ув'язнених
В аргентинському суспільстві були певні категорії осіб, яких на думку влади потрібно було викрасти та вилучити з нього. Наприклад, була непропорційна велика частка євреїв, взятих під варту, що проливає світло на антисемітську віктимізацію. Інша цільова група включала людей, які потенційно підтримували інший уряд, що виступали проти правлячої хунти та військової диктатури в Аргентині. Якщо виникла будь-яка підозра, що люди постійно потайки збиралися, щоб протистояти генералу Хорхе Рафаелю Віделі та його режиму, уряд викрадав цих людей і поміщав їх у центри ув'язнення, такі як ESMA. Це використовувалося для залякування інших членів спільноти, які також були проти тодішньої урядової структури Аргентини. Після викрадення, наприклад, багато викрадачів допитували в'язнів про те, чому вони виступають проти аргентинської диктатури та поширюють іншу політичну ідеологію, не звертаючи уваги на те, чи це було насправді.

#### Історії тих, хто вижив в ESMA
Декілька жертв, яким вдалося вижити та втекти з ESMA, зробили пріоритетом для себе поділитися своїм досвідом тортур і порушень прав людини, з якими вони стикалися, перебуваючи в цьому центрі.

##### Ана Марія Марті
Одна з затриманих, яка вижила, Ана Марія Марті, розповіла про жахливе поводження, з яким вона зіткнулася під час перебування в ESMA. На той час, коли її схопили, вже циркулювала інформація, що цього центру тортур варто побоюватися. Коли її викрали, офіцери, які вихопили її, сміялися над страхом, який у неї виник при згадці про ESMA. Головною метою співробітників ESMA було завдати якомога більше болю, перевіривши здатність кожної жертви вижити за смертельних обставин. У підвалі серед методів допиту жертв застосовували електричний струм, принизливе поводження та видалення геніталій та інших органів людського тіла.
«Капуча» ESMA була ще однією жахливою територією в цьому підпільному центрі ув'язнення. Після початкових тортур і допитів в'язнів заковували в ланцюги на третьому поверсі й залишали самих із капюшонами (звідси й назва «капуча»). Їх лишали в цілковитій темряві без можливості спілкування, примушуючи до ізоляції в такий спосіб, щоб викликати паніку та страх у в'язнів. Згодом ніч і день перетворилися на один безперервний кошмар. Ана Марія Марті змогла вижити в цих жахливих умовах, але вона була свідком того, як багато інших її співкамерників померли та страждали від рук офіцерів. Вона зазначила, що в'язні дізнавалися, коли когось збиралися відвести до камер убивства по тому, що співробітники ESMA починали належним чином годувати та піклуватися про жертв. Ці зусилля докладалися, щоб зробити майбутні трупи більш здоровими на вигляд та менш пов'язаними з діяльністю ESMA.

##### Сусана Реєс
Сусана Реєс пригадала, що коли ув'язнені приймали душ у ванних кімнатах без дверей, чим користалися охоронці, щоб спостерігати за жінками.:212 Охорона кричала нецензурно та робила сексуальні коментарі жінкам, коли вони приймали душ.:212 Це змусило Сусану Реєс завжди приймати душ повністю одягненою.:212 Одного разу Сусана Реєс відповіла охоронцям на неприємне зауваження щодо її тіла, що призвело до того, що її зв'язали та жорстоко побили кийком.:229 Сусана Реєс була майбутньою мамою в ESMA й отримала капюшон для своєї ненародженої дитини.:133 Капюшон мав використовуватись для психологічних тортур, оскільки крихітний капюшон мав символізувати майбутню долю дитини на життя серед тортур і страждань разом із її матір'ю. Водночас, був охоронець, який міг добре ставитися до Сусани Реєс, особливо коли вона захворіла. Однак той самий охоронець глузував із Сусани Реєс, натякаючи, що він збирається забрати її дитину, щоб виховати її як свою власну.:227 На щастя, Сусана Реєс змогла втекти від ESMA ще до того, як народила дитину.

#### Методи вбивства в ESMA

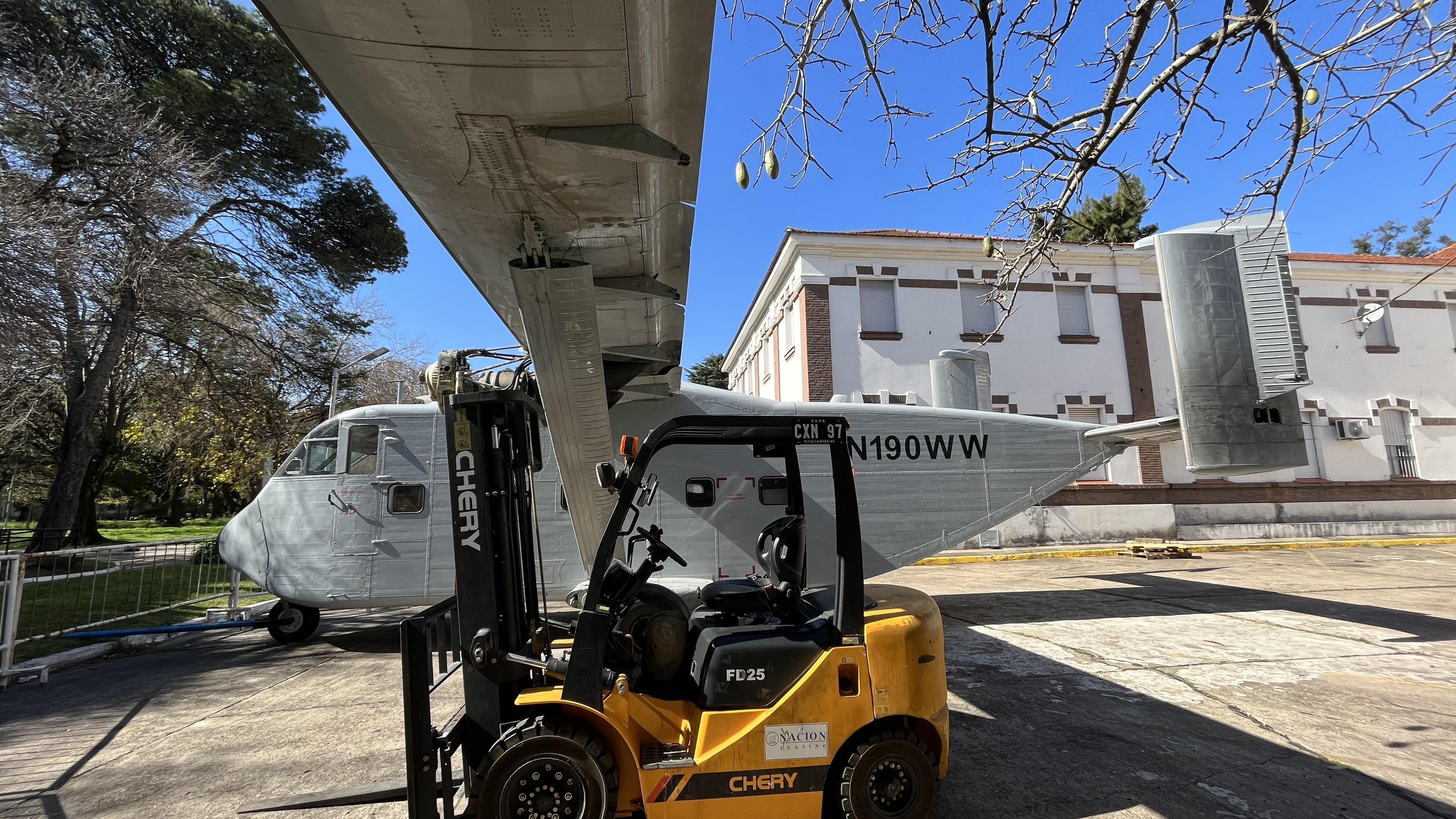
Літак, який використовувався для «польотів смерті» під час військової диктатури в Аргентині

У ESMA, де було вбито приблизно 4850 в'язнів, використовували безліч методів, щоб знищувати своїх жертв. Багато популярних методів не вимагали, щоб ув'язнені залишали межі ESMA. У підвалі такі методи допиту, як утоплення та ураження електричним струмом, були звичайними і простими способами вбити. Також співробітники ESMA знайшли унікальніші способи вчинення порушень прав людини, які призвели до смерті багатьох людей. Наприклад, так само як і в нацистській Німеччини ці офіцери намагалися провести наукові експерименти, щоб показати, наскільки добре людське тіло може справлятися з втратою кінцівок, видаленням органів і коливаннями гарячих і холодних температур. Жертв також вивозили за межі ESMA під опіку відповідальних осіб, щоб порзважатися на шляху до їхніх вбивств. Вони залишали в'язнів посеред джунглів, наглядаючи за ними, коли вони безуспішно намагалися втекти. Згодом охоронці розстрілювали їх, поки вони не загинули.
Метод вбивства, який найчастіше згадується в ESMA, включає викидання в'язнів з літаків, що рухалися. Офіцери вимагали, щоб в'язні ESMA піднялися на цих літаках лише для того, щоб штовхнути їх вниз і спостерігати, як вони падають і розбиваються насмерть. Жертви часто залишалися при свідомості, незважаючи на те, що їм вводили наркотики. У результаті численні тіла жертв викидало на пляжі за сотні кілометрів на південь від Буенос-Айреса. Це нелюдське поводження, також знане як польоти смерті, значною мірою сприяло численним смертям у цьому центрі ув'язнення. Частина аргентинців, яких викрали військові, навіть не потрапила до ESMA. Люди чинили опір або намагалися уникнути захоплення, змушуючи військових поранити їх, щоб взяти їх. Тіла тих, хто не витримав поїздки до ESMA або кого не змогли врятувати лікарі військово-морського флоту, були кремовані та поховані на спортивному полі. :46-47Загалом в ESMA скоїли приблизно одну шосту від загальної кількості вбивств протягом восьмирічного періоду Брудної війни.

#### Ставлення до жінок в ESMA
Під час перебування в ув'язненні в ESMA жінки піддавалися психологічним тортурам і сексуальному насильству. Частиною психологічних тортур та дисциплінування жінок було примушування їх дотримуватися стандартів краси, наносячи їм макіяж, парфуми та депіляцію.:177-178Щоб потім їх відвідали на вигаданих побаченнях, де вони згодом зазнали сексуального насильства з боку свого «кавалера», який насправді був військовим.:133ESMA був місцем постійного сексуального насильства, де навіть вагітність не рятувала жінок від зґвалтування.:229Крім того, вагітні жінки були змушені народжувати або робити аборт у небезпечних і жахливих медичних умовах.:41Діти жінок, які були змушені народжувати, були вивезені та/або усиновлені військовослужбовцями.:96 Жінки поверталися до ESMA після пологів, навіть не знаючи статі їхньої дитини чи її місцезнаходження.:227На відміну від чоловіків, під час катувань жінок сексуально принижували і називали образами, наприклад «турра», що на аргентинському сленгу означає повія.:178-179

### Судові процеси
28 листопада 2012 року розпочався великий судовий процес, який отримав назву «мегапроцес ESMA» над 63 особами, звинуваченими у злочинах проти людяності під час диктатури 1976—1983 років, включно з тими, хто був причетний до польотів смерті. Було заслухано 830 свідків і 789 потерпілих. Було ще два попередні судові процеси після того, як Верховний суд скасував амністію, яку військова диктатура надала своїм членам; у першому один обвинувачений покінчив життя самогубством до винесення вироку; у судовому процесі 2009 року дванадцять обвинувачених були засуджені до довічного ув'язнення. 29 листопада 2017 року суд винів вирок, засудивши 29 обвинувачених до довічного ув'язнення і ще 19 до строків різної протяжності.
Гонсало «Чіспа» Санчес був екстрадований до Аргентини, йому висунули звинувачення станом на 2020 рік.
19 лютого 2021 року федеральний суд засудив вісьмох моряків і поліцейських, а також одну цивільну особу під час судового розгляду справи про злочини проти людяності, скоєні під час військової диктатури. Серед засуджених — колишній офіцер ВМС Карлос Кастельві, офіцер поліції Рауль Кабрал і цивільний Мігель Конде.

### Свідчення військовиків
Військові стверджують, що просто виконували наказ.:19-20 Також стверджувалося, що військовослужбовців змусили повірити, що вони воюють проти ворогів у цивільному.:21-22Військові ніколи не протестували проти цих наказів, незважаючи на те, що вони знали про тортури та жахливі дії, які відбувалися в ESMA, тому що їх переконали повірити, що це був найвищий вчинок, який потрібно було зробити заради Аргентини.:22-23

## Музей

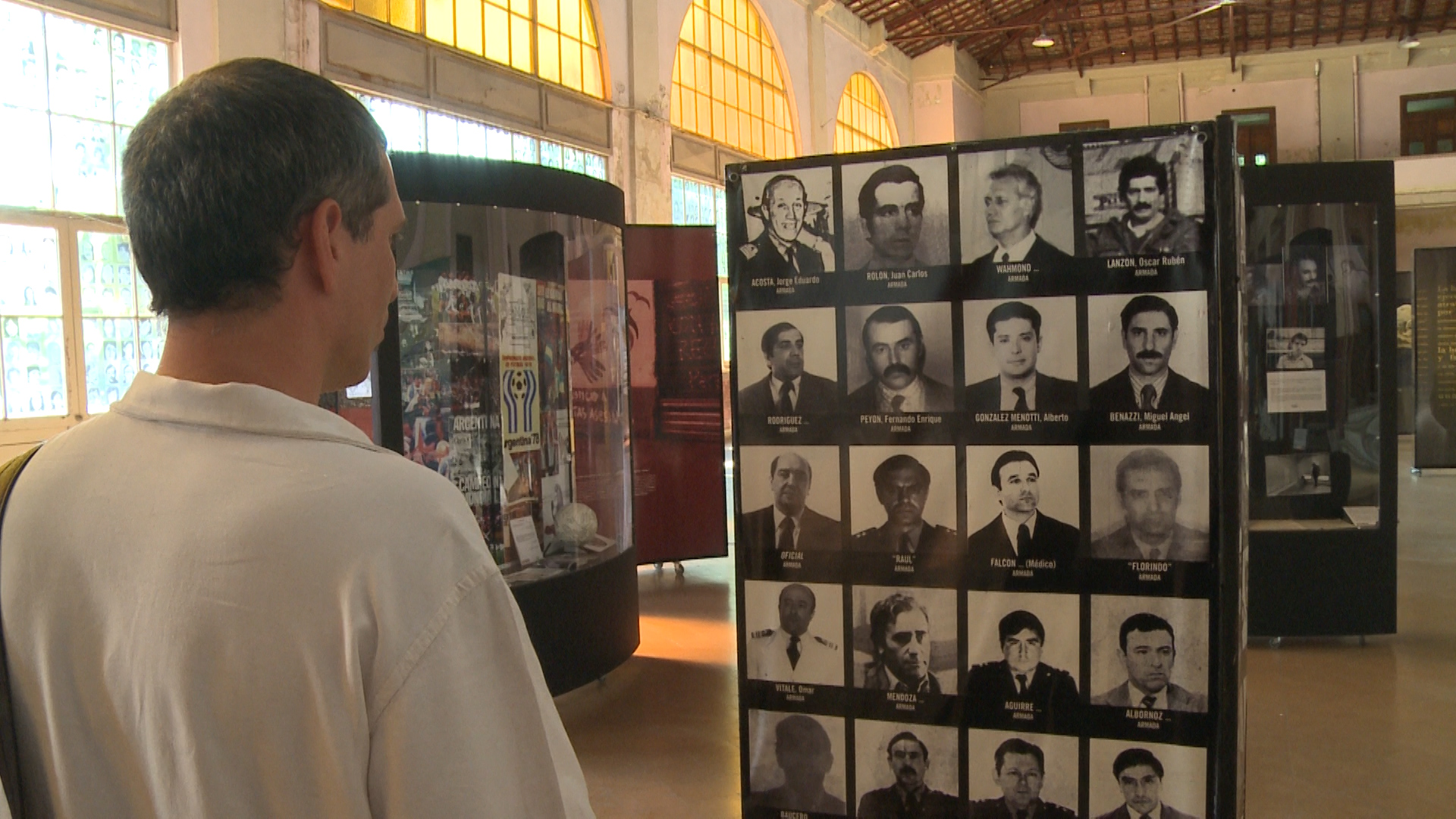
Вид зсередини експонатів «Espacio Memoria y Derechos Humanos», музею, на який було перетворено ESMA.

Із 2004 року оригінальна будівля ESMA використовується як меморіальний музей для вшанування пам'яті зниклих безвісти. Однак місія меморіального музею виходить за рамки цього. ESMA слугує попередженням, щоб гарантувати, що жахливі акти тортур та інші злочини, вчинені диктатурою, ніколи більше не повторяться. Аргентинці відчувають себе зобов'язаними використовувати музей, щоб поділитися історіями тих, хто загинув під час Брудної війни, і показати жахи, які відбувалися в стінах ESMA.